# Friedhof Blumenstraße

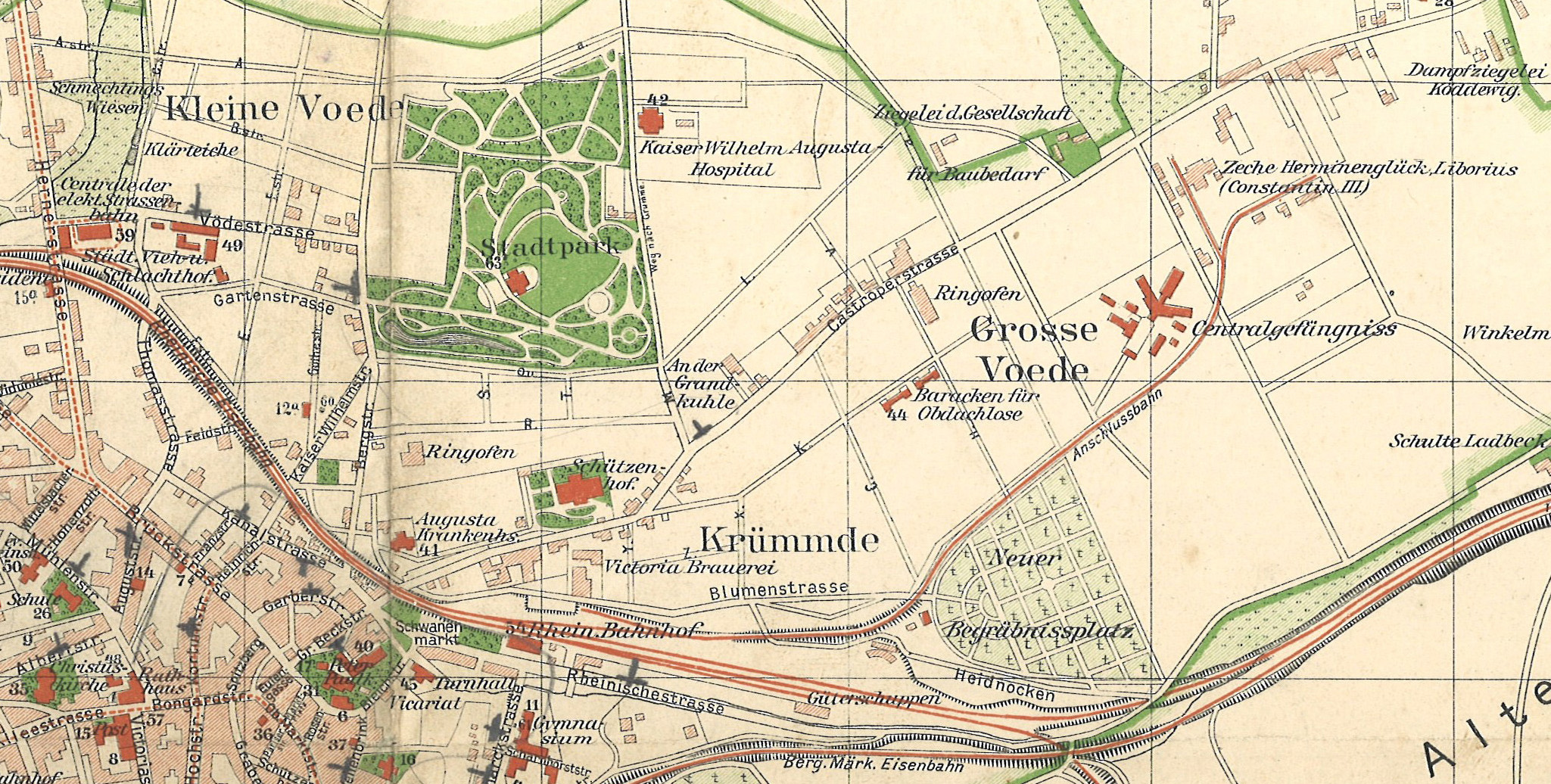
Der Friedhof auf einer Karte von 1897

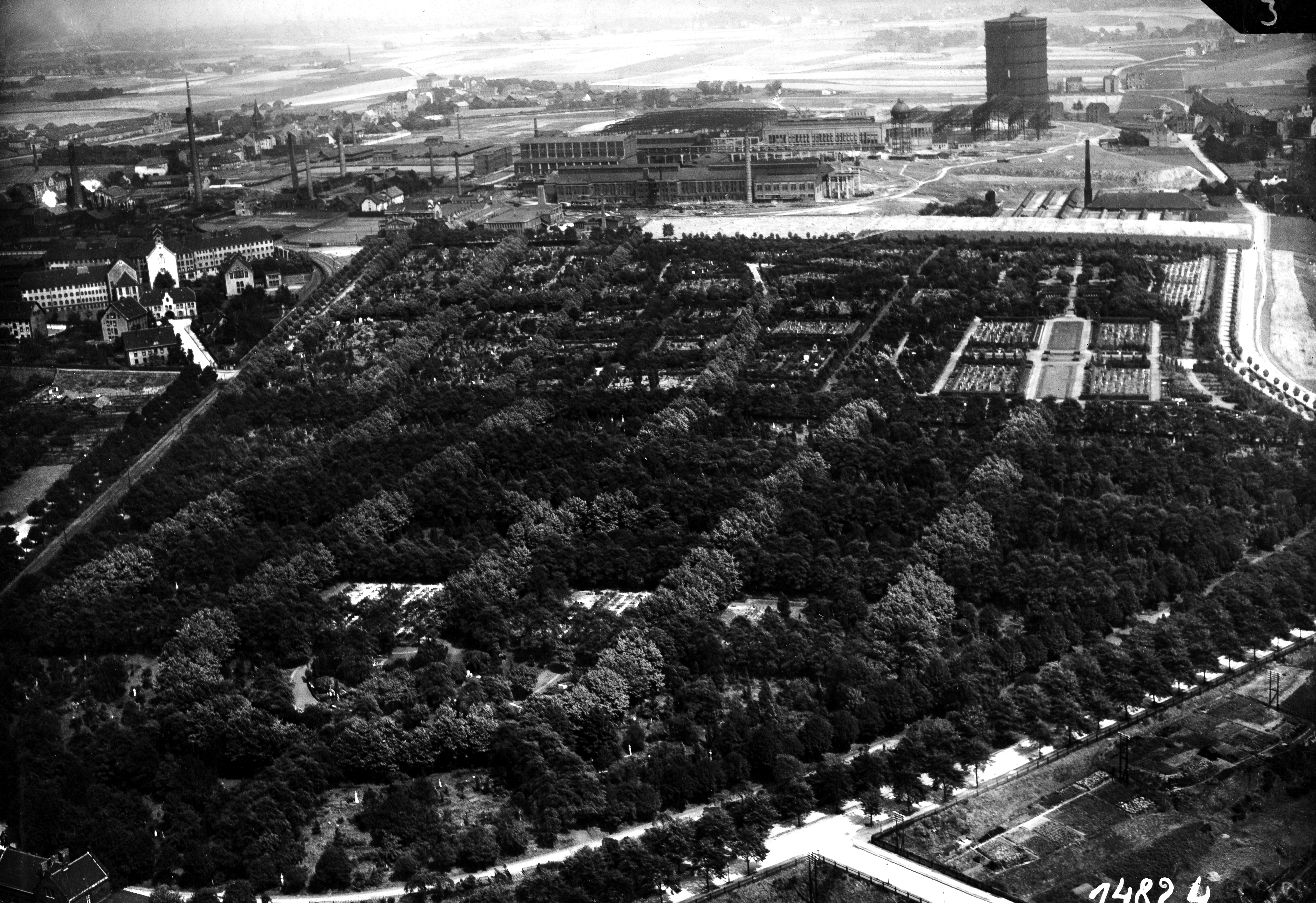
Der Blumenfriedhof um das Jahr 1926. Deutlich sichtbar ist rechts der Ehrenfriedhof.

Der Friedhof Blumenstraße auch Blumenfriedhof genannt, ist ein Friedhof an der Harpener Straße in Bochum-Mitte. Der Friedhof erhielt seinen Namen nach der zu ihm hin führenden Blumenstraße. Seine Größe ist heute ca. 23 Hektar. Er ist einer von 24 kommunalen Friedhöfen (Stand März 2023) der Stadt Bochum.

## Geschichte des Friedhofs
Nachdem der vorherige Friedhof der Stadt Bochum, der heutige Kortumpark in seinen Kapazitäten erschöpft war, wurde ein neuer städtischer Friedhof auf den Heidnocken (eine alte Flurbezeichnung) angelegt. Seit 1884 werden hier Bochumer Bürger zur letzten Ruhe gebettet. Der Friedhof wurde über die Jahrzehnte immer wieder erweitert. In und an den beiden Rondells sind Ehrengräber von Bochumer Persönlichkeiten. Vier Denkmäler erinnern an die Grubenunglücke auf Zeche Constantin 1889 und Zeche Prinz von Preußen 1895. Die verunglückten Bergmänner wurde jeweils nach Konfession getrennt begraben.
Der Friedhof wurde 1904 nach Nordosten, auf einer an den Gefängnis angrenzenden Fläche, erweitert. Der Friedhof wurde damals als „Neuer Friedhof in der Altstadt Bochum“ bezeichnet. Es fanden 1345 Beerdigungen von Bochumer statt, sowie 81 aus anderen Gemeinden, wobei viele spätere Vororte, wie Altenbochum, damals noch selbstständige Gemeinden waren.
Im Ersten Weltkrieg, im Februar 1915, wurden die Mittel bewilligt, um Flächen von der Ziegelei Schulte-Ladbeck aufzukaufen, um den Friedhof nach Südosten zu erweitern. Dort wurde ab 1917 ein Ehrenfriedhof errichtet, in dem etwa 250 verstorbene Soldaten beigesetzt wurden. Im angrenzenden Teil wurden etwa 100 „ehemals feindliche Soldaten“, Kriegsgefangene, bestattet. Die Belgier, Franzosen und Engländer wurden in der Zeit nach dem Ersten Weltkrieg in ihre Heimat umgebettet. 52 Gräber, 50 Russen und 2 Italiener, blieben in Bochum. Auch kamen in der Zeit der Weimarer Republik und in der Zeit des NS-Staates noch Gräber auf den Ehrenteil hinzu. So neben Opfern des Kapp-Putsches und Kämpfen des Ruhraufstand auch Opfer der Zeit der Französischen Besetzung von 1923 bis 1925. Im September 1933 verunglückten mehrerer SA-Männer bei einem Verkehrsunfall tödlich. Sie wurden unter großen Pomp in einer Ehrengrabstätte auf der Ehrenhalbrunde bestattet. Im Zweiten Weltkrieg fanden auch 102 Opfer des Luftkrieges hier ihre letzte Ruhe.
Im Jahr 1925 gab es auf dem Friedhof 920 Bestattungen. Da man absehen konnte, das die Friedhöfe Blumenstraße und in Wiemelhausen bald keine freie Fläche mehr hatten, und man die Friedhöfe auch nicht erweitern konnte, wurde angefangen auf dem Havkenscheider Feld einen neuen Friedhof anzulegen, der heutige Hauptfriedhof Bochum. Da sich die Fertigstellung hinzog, mussten noch lange alte Grabstätten wieder belegt werden und weitere Gräberfelder eingerichtet werden. 1933 kam es zu 1002 Beerdigungen. Mit der Eröffnung des neuen zentralen Friedhofs ab dem 1. April 1935 wurden der Friedhof Blumenstraße geschlossen und nur noch Bestattungen in vorhandene Erbgrüfte und Wahlgräber zugelassen. Somit fanden dann 1936 nur noch 154 Bestattungen statt, auf dem Hauptfriedhof aber 963 Bestattungen.
Als Stadtoberhäupter sind hier die Oberbürgermeister Carl Bollmann, Karl Hahn und Fritz Graff bestattet. Auch der stellvertretende Bürgermeister Karl Lange, sowie der bedeutende Kommunalpolitiker und Wirtschaftsmanager Karl Gerstein, der Mediziner und erste Leiter des Bergmannsheils Karl Löbker, der Stadtverordnete und Ehrenbürger Carl Rawitzki, der Schauspielhaus Intendant Saladin Schmitt, der Gründer des Puppenspielinstitutes und der Fidena Fritz Wortelmann, Lorenz Rebbert, und Mitglieder der Familie Grimberg begraben.
Im Eingangsbereich an der Blumenstraße war bis in die 1960er die Trauerhalle zu finden. Der Haupteingang wurde, wahrscheinlich wegen der schwierigen Eingangssituation mit der Werksbahn der Stahlwerke Bochum und den fehlenden Parkplätzen an die Harpener Straße verlegt. Das Relief aus Sandstein an der dortigen neuen Trauerhalle von 1957 stammt vom Bildhauer Walter Kruse, welcher auch das beliebte Kuhhirtendenkmal schuf. Am Eingang zur Karl-Lange-Straße wurde das Tor als unauffällige Plastik 1965 von Erich Reusch, der auch mit anderen Raumgestaltungen im Bochumer Stadtgebiet vertreten ist, gestaltet.

## Denkmalwürdige Grabstätten
Folgende Objekte auf dem Friedhof stehen unter Denkmalschutz:
| Denkmalnummer | Name | Anmerkung | Bild |
| ------------- | --- | --- | ---- |
| A 158         | Grab Schmidt, Blumenfriedhof | |      |
| A 288         | Grabehrenanlage für die Gefallenen des 1. Weltkrieges und die Opfer der Weimarer Republik                                               | |      |
| A 289         | Ehrenmale für die Toten der Schlagwetterexplosion auf der Zeche Prinz von Preußen 1895. Nach Konfession getrennt jeweils ein Ehrengrab. | |      |
| A 607         | Ehrenmal für die Toten der Schlagwetterexplosion auf der Zeche Constantin 1889                                                          | |      |
| A 666         | Hochkreuz, Blumenfriedhof | Neugotisches Sandsteinkreuz aus dem Jahr 1884 |      |
| A 667         | Grabanlage Carl Bollmann, Blumenfriedhof                                                                                                | Carl Bollmann war Oberbürgermeister von Bochum |      |
| A 668         | Grabanlage Karl Lange, Blumenfriedhof                                                                                                   | Karl Lange war Bürgermeister der Stadt Bochum. Das Grab ist ein städtisches Ehrengrab.                                                                            |      |
| A 669         | Grabanlage Karl Hahn, Blumenfriedhof | Karl Hahn war Oberbürgermeister von Bochum. Das Grab ist ein städtisches Ehrengrab.                                                                               |      |
| A 670         | Grabanlage Carl Loebker. Blumenfriedhof                                                                                                 | Auch Karl Löbker, 1889 Gründungsdirektor des neu gegründeten Knappschaftskrankenhauses „Bergmannsheil“.                                                           |      |
| A 671         | Grabanlage Fritz Graff, Blumenfriedhof                                                                                                  | Fritz Graff war Oberbürgermeister von Bochum. Das Grab ist ein städtisches Ehrengrab.                                                                             |      |
| A 672         | Grabanlage Karl Gerstein, Blumenfriedhof                                                                                                | Karl Gerstein war Manager und Kommunalpolitiker. Das Grab ist ein städtisches Ehrengrab                                                                           |      |
| A 673         | Grabanlage Oskar Niederstein, Blumenfriedhof                                                                                            | |      |
| A 674         | Grabanlage Sigismund Diekamp, Blumenfriedhof                                                                                            | Justitrat Sigismund Diekamp war Stadtverordnetenvorsteher in Bochum (Zentrumspartei)                                                                              |      |
| A 675         | Grabanlage Wilhelm Schüpper, Blumenfriedhof                                                                                             | |      |
| A 676         | Grabanlage Eleonore Lütz, Blumenfriedhof                                                                                                | |      |
| A 677         | Grabanlage Eheleute Leopold Oexle, Blumenfriedhof                                                                                       | |      |
| A 678         | Namenlose Figur, Blumenfriedhof | |      |
| A 679         | Grabanlage Familie Koepe, Blumenfriedhof                                                                                                | |      |
| A 680         | Grabanlage Familie Heinrich Westhelle, Blumenfriedhof                                                                                   | |      |
| A 681         | Grabanlage Familie Heinrich Dilla, Blumenfriedhof                                                                                       | |      |
| A 682         | Engelsskulptur, Blumenfriedhof | |      |
| A 683         | Grabanlage Henne / Otto / Ross, | |      |
| A 684         | Grabanlage Familie Theodor Ammelung, Blumenfriedhof                                                                                     | |      |
| A 685         | Grabstelle Familie Fritz Mettegang, Blumenfriedhof                                                                                      | |      |
| A 687         | Grabstelle Lina Schlegel, Hermann Schlegel, Blumenfriedhof                                                                              | |      |
| A 688         | Grabstelle Familie Wilhelm Schlegel, Blumenfriedhof                                                                                     | |      |
| A 689         | Engelsskulptur, Blumenfriedhof | |      |
| A 690         | Grabstelle Mauch, Blumenfriedhof | |      |
| A 691         | Grabstelle Familie Zornig, Blumenfriedhof                                                                                               | Jugendstil-Grab der Familie Zornig |      |
| A 692         | Grabstelle Heinrich Koehler, Blumenfriedhof                                                                                             | Heinrich Koehler war unter anderem Generaldirektor der Westfälischen Stahlwerk AG, der späteren Rombacher Hütte. Sein Grabstein ziert die Inschrift „Feierabend“. |      |
| A 696         | Grabstelle Gust. Wilh. Becker, | |      |